# Adolf Huber
Adolf Huber (Vienna, 5 marzo 1923 – 14 febbraio 1994) è stato un allenatore di calcio e calciatore austriaco, di ruolo attaccante.